# Kastellikullen, Chania (arkeologisk plats)
Kastellikullen (Agia Aikaterinitorget) är en arkeologisk platse i Chania, Kreta, ligger i närheten av gamla staden och hamnen. En kontinuerlig bosättning kan beläggas från och med neolitisk tid till idag, vilket motsvarar en period på omkring 5000 år, med ett avbrott från slutet av den sena bronsåldern till den sen-geometriska perioden (1150–735 f.Kr). Platsen från senmykensk tid kan vara identisk med Kydonia, som är känd från linear B-tavlor. 

## Arkeologiska utgrävningar på Kastellikullen
Utgrävningarna började åren 1964-1965 då Yannis Tzedakis (tidigare generaldirektör för de arkeologiska myndigheterna på Greklands kulturministerium) påbörjade ett testschakt. Systematiska utgrävningar på platsen pågick åren 1964–1969, då man vände sig till Svenska Institutet i Athen och dåvarande direktören Carl-Gustav Styrenius som potentiell samarbetspartner, ett samarbete som inleddes 1969. Sedan 1970-talet har det varit en stark dansk närvaro i projektet. Man kunde vid utgrävningarna för första gången säkert identifiera ett minoiskt centrum på västra Kreta. Mellan åren 1989 och 1990 upptäcktes fem linear B-tavlor. De är de enda som man funnit utanför Knossos sedan början av 1900-talet. År 2010 anslöt sig det Danska institutet i Athen i utgrävningarna, ett samarbete som varade fram till att de aktiva fältarbetet slutade år 2014. Under utgrävningarna hittade man omfattande husrester samt stora mängder keramik. Två av de mest viktiga fynd man hittade var två linear A-tavlor och ett antal sigillstämplar. 